# Center-Konzept
Das Center-Konzept (auch Modularisierungskonzept) zielt in der Betriebswirtschaftslehre und insbesondere der Kostenrechnung darauf ab, mit der vorhandenen betrieblichen Organisationsstruktur Anreizsysteme zu verbinden. 

## Allgemeines
„Center“ (deutsch „Zentrum“) repräsentieren nach bestimmten Kriterien gebildete Kostenbereiche, die mit oder ohne Marktzugang ausgestattet sind. „Center“ sind abgegrenzte Organisationseinheiten wie Geschäftsbereiche oder Kostenbereiche in einem Unternehmen, die als „Unternehmen im Unternehmen“ Marktdruck ausüben sollen. Jedes Center ist einer verantwortlichen Person zugeordnet. Das ermöglicht eine personifizierte Kosten- und Erlösverantwortung. 
Die Anreizsysteme bestehen darin, dass Profitcenter durch ihre Marktnähe die Marktpreise ihrer Kostenträger kennen, wodurch sie zwecks Gewinnmaximierung zur betriebsinternen Kostensenkung beitragen können. Dem Costcenter des Facilitymanagements sind beispielsweise die Marktpreise für Gewerbeimmobilien am Standort bekannt, so dass sie eine marktübliche Raummiete der eigenen Büros oder Werkhallen über die innerbetriebliche Leistungsverrechnung belasten können. 

## Arten
Zum Center-Konzept gehört neben dem Costcenter auch das Profitcenter und das Servicecenter. Einige Autoren erweitern das Konzept um Revenue-Center und Investmentcenter. Die Centerarten unterscheiden sich bezüglich ihrer Kontierbarkeit. Ein Costcenter oder ein Servicecenter kann und darf keine Erlöse erzielen. Nur einem Profitcenter werden neben Kosten auch Erlöse zugeordnet. Ein Profitcenter wird deshalb über ein Umsatz- oder besser ein Deckungsbeitragsziel geführt. Ein Costcenter und ein Servicecenter wird über Leistungs- (Service-Level-Agreement) und Kostenziele geführt (Budget bzw. Beyond-Budgeting-Konzept).
Die Personalabteilung kann beispielsweise nach dem Center-Konzept in die drei Segmente Costcenter, Servicecenter und Profitcenter aufgeteilt werden. Lässt sich die Leistung der Personalabteilung am Markt nicht absetzen, wird hieraus ein Costcenter geformt. Ist die Leistung marktfähig, soll aber auf dem externen Markt nicht angeboten werden, gehört dieser Teil zum Servicecenter. Wird die Leistung auf dem externen Markt dagegen angeboten, gehört dieser Bereich zum Profitcenter.
Das Revenue-Center ist ein Bereich mit Verantwortung für die zu erzielenden Umsatzerlöse oder Erträge, das Investmentcenter besitzt Entscheidungskompetenzen für Investitionen und Desinvestitionen. 

## Wirtschaftliche Aspekte
Ein Costcenter ist eine eigenständige Unternehmenseinheit (englisch business unit) mit einem Budget, die eine oder mehrere Kostenstellen umfassen kann. Während das Cost- und Servicecenter bei kleinen und mittleren Unternehmen angewandt werden kann, eignet sich das Profitcenter eher nur für Großunternehmen.
Das Center-Konzept basiert auf einem unternehmensinternen Kunden-Lieferanten-Prinzip. Dies bedeutet, dass interne Leistungen einen Preis erhalten, zu dem andere Center diese Leistungen beziehen können. Es sollen insbesondere Effizienzsteigerungen in den indirekten Leistungsbereichen erzielt werden. Center müssen Leistungen, die auch auf dem externen Markt beschafft werden können, zumindest zum gleichen Preis wie die externe Konkurrenz anbieten. Dies erzeugt einen hohen Druck, insbesondere auf Servicecenter. 
Im Hinblick auf die Strukturlogik sind verschiedene Varianten einer Centerrechnung möglich. Oft bilden die Profitcenter relativ weit gespannte Verantwortungsbereiche (Sparten, Geschäftsfelder, Märkte), während die Kostenverantwortung weiter dezentralisiert ist (Kostenstellenrechnung).
In solchen Fällen sind die Costcenter und Profitcenter nicht mehr auf der gleichen hierarchischen Ebene angesiedelt. Die Verantwortlichkeiten können in diesem Fall so aufgeteilt werden, dass man jede Kostenstelle genau einem Profitcenter zuordnet. Ein Profitcenter umfasst dann unter Umständen viele Kostenstellen. Im Hinblick auf die Ergebnisrechnung werden nur noch die Profitcenter abgebildet, da definitionsgemäß auch nur diesen die Erlöse zugeordnet werden können. Die Costcenter und Servicecenter sollten deshalb ihre Kosten auf die Profitcenter verrechnen, damit dort alle Kosten mit einfließen. Alternativ ist es auch denkbar, dass die Costcenter und Servicecenter z. B. mittels Prozesskostenrechnung direkt in die Ergebnisrechnung verrechnen. Dort wird dann ein Profitcenter mit kontiert, womit auch hier die Kostenzuordnung vorgenommen ist.